# Salamis piricolor
Salamis piricolor är en fjärilsart som beskrevs av Stoneham 1965. Salamis piricolor ingår i släktet Salamis och familjen praktfjärilar. Inga underarter finns listade i Catalogue of Life.